# Farligt att förtära
Farligt att förtära är en kriminalroman av Maria Lang (pseudonym för Dagmar Lange), utgiven första gången 1950 på bokförlaget Norstedts. Romanen har översatts till danska, norska och finska.